# Federico di Anhalt-Bernburg-Schaumburg-Hoym
Federico di Anhalt-Bernburg-Schaumburg-Hoym (29 novembre 1741 – Homburg vor der Höhe, 24 dicembre 1812) è stato un principe tedesco del casato d'Ascania del ramo cadetto di Anhalt-Bernburg e l'ultimo sovrano del principato di Anhalt-Bernburg-Schaumburg-Hoym.
Era il settimogenito e quinto figlio maschio a sopravvivere di Vittorio I, Principe di Anhalt-Bernburg-Schaumburg-Hoym, ma il primo dei nati dalla sua seconda moglie, la Contessa Edvige Sofia Henckel di Donnersmarck.

## Vita
Dopo la morte di suo padre nel 1772, Federico ed i suoi fratelli furono esclusi dal governo di Anhalt-Bernburg-Schaumburg-Hoym dal loro fratello maggiore, il Principe Carlo Luigi, fino alla sua morte nel 1806.
All'epoca della morte di Carlo Luigi, Federico era il suo unico fratello sopravvissuto e reclamò il governo da suo nipote, il Principe Vittorio II. Federico pretese che poiché la primogenitura non era mai stata insediata ufficialmente nell'Anhalt-Bernburg-Schaumburg-Hoym, secondo le leggi tradizionali degli Ascanidi, aveva il diritto di condividere il governo con Vittorio II. La disputa terminò con la morte di Vittorio II senza eredi maschi il 22 aprile 1812, lasciando Federico come unico agnate in vita del ramo e, di conseguenza, erede del principato.

### Regno
Il regno di Federico durò solo otto mesi, fino alla sua morte. Poiché egli non si era mai sposato avuto figli, la linea di Anhalt-Bernburg-Schaumburg-Hoym si estinse con lui.

### Successione
Il suo parente, il Duca Alessio di Anhalt-Bernburg ereditò Hoym e le altre terre ottenute dal ramo principale di Anhalt-Bernburg nel 1718 quando la linea fu creata; ma le contee di Holzappel e Schaumburg furono ereditate dalla maggiore delle sue pronipoti, Erminia, che per matrimonio era un'arciduchessa d'Austria, come maggiore delle eredi di Elisabeth Charlotte Melander von Holzappel, che da un trattato nel 1690 diede le sue contee in dote alla figlia minore, la principessa Charlotte di Nassau-Dillenburg, allora promessa sposa del Principe Lebrecht di Anhalt-Zeitz-Hoym. Il figlio di Erminia, l'arciduca Stefano d'Austria, Palatino d'Ungheria infine ereditò le contee.

## Ascendenza
|                                                  |                                        |                                                     | Genitori                                        |  |  | Nonni |  |  | Bisnonni                              |  |  | Trisnonni                           |  |
|                                                  |                                        |                                                     |                                                 |  |  |       |  |  | 8. Vittorio Amedeo di Anhalt-Bernburg |  |  | 16. Cristiano II di Anhalt-Bernburg |  |
|                                                  |                                        |                                                     |                                                 |  |  |       |  |  | 8. Vittorio Amedeo di Anhalt-Bernburg |  |  | 16. Cristiano II di Anhalt-Bernburg |  |
|                                                  |                                        | 17. Eleonora Sofia di Schleswig-Holstein-Sonderburg |                                                 |  |  |       |  |  | 8. Vittorio Amedeo di Anhalt-Bernburg |  |  |                                     |  |
| 4. Lebrecht di Anhalt-Zeitz-Hoym                 |                                        |                                                     |                                                 |  |  |       |  |  | 8. Vittorio Amedeo di Anhalt-Bernburg |  |  |                                     |  |
|                                                  |                                        | 9. Elisabetta del Palatinato-Zweibrücken-Veldenz    | 18. Federico del Palatinato-Zweibrücken-Veldenz |  |  |       |  |  |                                       |  |  |                                     |  |
|                                                  |                                        | 9. Elisabetta del Palatinato-Zweibrücken-Veldenz    | 18. Federico del Palatinato-Zweibrücken-Veldenz |  |  |       |  |  |                                       |  |  |                                     |  |
|                                                  |                                        | 9. Elisabetta del Palatinato-Zweibrücken-Veldenz    | 19. Anna Giuliana di Nassau-Saarbrücken         |  |  |       |  |  |                                       |  |  |                                     |  |
| 2. Vittorio I di Anhalt-Bernburg-Schaumburg-Hoym |                                        | 9. Elisabetta del Palatinato-Zweibrücken-Veldenz    |                                                 |  |  |       |  |  |                                       |  |  |                                     |  |
|                                                  |                                        | 10. Adolfo di Nassau-Schaumburg                     | 20. Luigi Enrico di Nassau-Dillenburg           |  |  |       |  |  |                                       |  |  |                                     |  |
|                                                  |                                        | 10. Adolfo di Nassau-Schaumburg                     | 20. Luigi Enrico di Nassau-Dillenburg           |  |  |       |  |  |                                       |  |  |                                     |  |
|                                                  |                                        | 10. Adolfo di Nassau-Schaumburg                     | 21. Caterina di Sayn-Wittgenstein               |  |  |       |  |  |                                       |  |  |                                     |  |
| 5. Carlotta di Nassau-Schaumburg                 |                                        | 10. Adolfo di Nassau-Schaumburg                     |                                                 |  |  |       |  |  |                                       |  |  |                                     |  |
|                                                  |                                        | 11. Elisabetta Carlotta Melander di Holzappel       | 22. Pietro Melander di Holzappel                |  |  |       |  |  |                                       |  |  |                                     |  |
|                                                  |                                        | 11. Elisabetta Carlotta Melander di Holzappel       | 22. Pietro Melander di Holzappel                |  |  |       |  |  |                                       |  |  |                                     |  |
|                                                  |                                        | 11. Elisabetta Carlotta Melander di Holzappel       | 23. Agnese di Effern                            |  |  |       |  |  |                                       |  |  |                                     |  |
| 1. Federico di Anhalt-Bernburg-Schaumburg-Hoym   |                                        | 11. Elisabetta Carlotta Melander di Holzappel       |                                                 |  |  |       |  |  |                                       |  |  |                                     |  |
|                                                  | 12. Elia Andrea Henckel di Donnersmark | 24. Elias Henckel di Donnersmarck                   |                                                 |  |  |       |  |  |                                       |  |  |                                     |  |
|                                                  | 12. Elia Andrea Henckel di Donnersmark | 24. Elias Henckel di Donnersmarck                   |                                                 |  |  |       |  |  |                                       |  |  |                                     |  |
|                                                  | 12. Elia Andrea Henckel di Donnersmark | 25. Anna Maria di Puchheim                          |                                                 |  |  |       |  |  |                                       |  |  |                                     |  |
| 6. Venceslao Luigi Henckel di Donnersmarck       | 12. Elia Andrea Henckel di Donnersmark |                                                     |                                                 |  |  |       |  |  |                                       |  |  |                                     |  |
|                                                  |                                        | 13. Barbara Elena di Maltzan                        | 26. Giovanni Bernardo II di Maltzan-Wartenberg  |  |  |       |  |  |                                       |  |  |                                     |  |
|                                                  |                                        | 13. Barbara Elena di Maltzan                        | 26. Giovanni Bernardo II di Maltzan-Wartenberg  |  |  |       |  |  |                                       |  |  |                                     |  |
|                                                  |                                        | 13. Barbara Elena di Maltzan                        | 27. Anna Ursula di Hohenzollern                 |  |  |       |  |  |                                       |  |  |                                     |  |
| 3. Edvige Sofia Henckel di Donnersmarck          |                                        | 13. Barbara Elena di Maltzan                        |                                                 |  |  |       |  |  |                                       |  |  |                                     |  |
|                                                  |                                        | 14. Federico Sigismondo I di Zolms-Barut            | 28. Giovanni Giorgio II di Solms-Barut          |  |  |       |  |  |                                       |  |  |                                     |  |
|                                                  |                                        | 14. Federico Sigismondo I di Zolms-Barut            | 28. Giovanni Giorgio II di Solms-Barut          |  |  |       |  |  |                                       |  |  |                                     |  |
|                                                  |                                        | 14. Federico Sigismondo I di Zolms-Barut            | 29. Anna Maria di Erbach-Furstenau              |  |  |       |  |  |                                       |  |  |                                     |  |
| 7. Edvige Carlotta di Zolms-Barut                |                                        | 14. Federico Sigismondo I di Zolms-Barut            |                                                 |  |  |       |  |  |                                       |  |  |                                     |  |
|                                                  |                                        | 15. Ernestina di Schoenburg-Waldenburg-Hartenstein  | 30. Otto Alberto di Schönburg-Hartenstein       |  |  |       |  |  |                                       |  |  |                                     |  |
|                                                  |                                        | 15. Ernestina di Schoenburg-Waldenburg-Hartenstein  | 30. Otto Alberto di Schönburg-Hartenstein       |  |  |       |  |  |                                       |  |  |                                     |  |
|                                                  |                                        | 15. Ernestina di Schoenburg-Waldenburg-Hartenstein  | 31. Ernestina di Reuss-Gera                     |  |  |       |  |  |                                       |  |  |                                     |  |
|                                                  |                                        | 15. Ernestina di Schoenburg-Waldenburg-Hartenstein  |                                                 |  |  |       |  |  |                                       |  |  |                                     |  |